# 矢吹シャルロッテ
矢吹 シャルロッテ（やぶき シャルロッテ、1990年12月3日 - ）は東京都出身の元グラビアアイドル。

## プロフィール
- 身長149cm。B83・W59・H87。血液型O型。「ダーリン」と称する自身の腋毛の生育の様子をブログ上で公開していた。
- 趣味：映画鑑賞・アロマテラピー
- 特技：陸上・クラシックバレエ・書道2段
- 2009年に自身が出演した映画の舞台挨拶を体調不良を理由に突然無断欠席して以降目立った活動が一切なく、所属事務所のプロフィールも削除されている。2013年時点では自身のブログも削除されており、引退したものとみられる。舞台挨拶のドタキャンの際、所属事務所は本人と一切連絡が取れなくなっていたという。その後の消息は一切不明である。

## テレビ出演
- 草野☆キッド（2008年9月2日、9日、テレビ朝日）…「グラビアアイドルに学ぶ格言」

## 映画出演
- エッチを狙え!-イヌネコ。(2009年11月20日[1])